# 津峯山政雄
津峯山 政雄（つみねさん まさお、1908年10月8日 - 没年不明）は、昭和時代の大相撲力士。出羽海部屋所属。本名は岩戸 政雄。最高位は十両4枚目。

## 経歴
徳島県阿南市出身。出羽海部屋に入門し、1926年5月に序ノ口に就く。1933年5月十両に昇進。この場所3勝8敗と負け越し、幕下に落ちる。1934年5月に十両に復帰。しかし、この場所から3場所続けて負け越し、十両で一度も勝ち越すことなく再び幕下に落ち、1938年5月で廃業した。